# フィットネスクラブ・マネジメント技能士
フィットネスクラブ・マネジメント技能士（フィットネスクラブ・マネジメントぎのうし）とは、国家資格である技能検定制度の一種で、職業能力開発促進法第47条第1項による指定試験機関（一般社団法人日本フィットネス産業協会）が実施する、
フィットネスクラブ・マネジメントに関する学科及び実技試験に合格した者をいう。